# 1880年美國人口普查
美国普查局在1880年6月进行的1880年美国人口普查是美国历史上第十次人口普查。这次普查第一次允许女性担任普查员。
此次人口普查的负责人是弗朗西斯·阿玛萨·沃克。在这次普查中，纽约市人口超过了100万，为美国历史上第一个人口超过100万的城市。